# Philippe LaRoche
Philippe LaRoche (ur. 12 grudnia 1966 w Quebecu) – kanadyjski narciarz, specjalista narciarstwa dowolnego. Zdobył srebrny medal w skokach akrobatycznych na igrzyskach olimpijskich w Lillehammer. Brał także udział w igrzyskach w Albertville, gdzie zajął pierwsze miejsce, jednak skoki akrobatyczne były tam jedynie dyscypliną pokazową. Zdobył także złote medale w skokach akrobatycznych na mistrzostwach świata w Lake Placid i mistrzostwach Altenmarkt. Ponadto zdobył brązowy medal w tej samej konkurencji na mistrzostwach w Oberjoch. Najlepsze wyniki w Pucharze Świata osiągnął w sezonie 1987/1988, kiedy to zajął 8. miejsce w klasyfikacji generalnej, a w klasyfikacji skoków akrobatycznych był drugi. Zdobył także małą kryształową kulę w klasyfikacji skoków akrobatycznych w sezonach 1990/1991, 1991/1992 i 1993/1994.
W 1994 r. zakończył karierę.

## Osiągnięcia

### Igrzyska olimpijskie
| Miejsce | Dzień     | Rok  | Miejscowość | Konkurencja        | Zwycięzca            |
| ------- | --------- | ---- | ----------- | ------------------ | -------------------- |
| 2.      | 24 lutego | 1994 | Lillehammer | Skoki akrobatyczne | Andreas Schönbächler |

### Mistrzostwa świata
| Miejsce | Dzień     | Rok  | Miejscowość | Konkurencja        | Zwycięzca         |
| ------- | --------- | ---- | ----------- | ------------------ | ----------------- |
| 3.      | 5 marca   | 1989 | Oberjoch    | Skoki akrobatyczne | Lloyd Langlois    |
| 1.      | 17 lutego | 1991 | Lake Placid | Skoki akrobatyczne | -                 |
| 1.      | 14 marca  | 1993 | Altenmarkt  | Skoki akrobatyczne | -                 |
| 7.      | 19 lutego | 1995 | La Clusaz   | Skoki akrobatyczne | Trace Worthington |

#### Miejsca w klasyfikacji generalnej
- sezon 1987/1988: 8.
- sezon 1988/1989: 13.
- sezon 1989/1990: 10.
- sezon 1990/1991: 9.
- sezon 1991/1992: 10.
- sezon 1992/1993: 12.
- sezon 1993/1994: 10.

#### Miejsca na podium
1. La Clusaz – 13 marca 1987 (Skoki akrobatyczne) – 2. miejsce
2. Tignes – 13 grudnia 1987 (Skoki akrobatyczne) – 3. miejsce
3. La Plagne – 19 grudnia 1987 (Skoki akrobatyczne) – 1. miejsce
4. Lake Placid – 17 stycznia 1988 (Skoki akrobatyczne) – 3. miejsce
5. Breckenridge – 24 stycznia 1988 (Skoki akrobatyczne) – 1. miejsce
6. Oberjoch – 6 marca 1988 (Skoki akrobatyczne) – 1. miejsce
7. Hasliberg – 20 marca 1988 (Skoki akrobatyczne) – 3. miejsce
8. Tignes – 11 grudnia 1988 (Skoki akrobatyczne) – 3. miejsce
9. Mont Gabriel – 8 stycznia 1989 (Skoki akrobatyczne) – 2. miejsce
10. Breckenridge – 29 stycznia 1989 (Skoki akrobatyczne) – 1. miejsce
11. Tignes – 9 grudnia 1989 (Skoki akrobatyczne) – 2. miejsce
12. Mont Gabriel – 7 stycznia 1990 (Skoki akrobatyczne) – 1. miejsce
13. Lake Placid – 14 stycznia 1990 (Skoki akrobatyczne) – 1. miejsce
14. Breckenridge – 21 stycznia 1990 (Skoki akrobatyczne) – 2. miejsce
15. Tignes – 7 grudnia 1990 (Skoki akrobatyczne) – 2. miejsce
16. Zermatt – 16 grudnia 1990 (Skoki akrobatyczne) – 1. miejsce
17. Piancavallo – 21 grudnia 1990 (Skoki akrobatyczne) – 2. miejsce
18. Breckenridge – 20 stycznia 1991 (Skoki akrobatyczne) – 1. miejsce
19. Mont Gabriel – 3 lutego 1991 (Skoki akrobatyczne) – 1. miejsce
20. Oberjoch – 3 marca 1991 (Skoki akrobatyczne) – 2. miejsce
21. Hundfjället – 21 marca 1991 (Skoki akrobatyczne) – 1. miejsce
22. Tignes – 7 grudnia 1991 (Skoki akrobatyczne) – 2. miejsce
23. Zermatt – 11 grudnia 1991 (Skoki akrobatyczne) – 3. miejsce
24. Piancavallo – 15 grudnia 1991 (Skoki akrobatyczne) – 1. miejsce
25. Whistler Blackcomb – 12 stycznia 1992 (Skoki akrobatyczne) – 1. miejsce
26. Lake Placid – 25 stycznia 1992 (Skoki akrobatyczne) – 1. miejsce
27. Oberjoch – 2 lutego 1992 (Skoki akrobatyczne) – 1. miejsce
28. Altenmarkt – 14 marca 1992 (Skoki akrobatyczne) – 3. miejsce
29. Piancavallo – 18 grudnia 1992 (Skoki akrobatyczne) – 3. miejsce
30. Le Relais – 31 stycznia 1993 (Skoki akrobatyczne) – 1. miejsce
31. Whistler Blackcomb – 9 stycznia 1994 (Skoki akrobatyczne) – 3. miejsce
32. Breckenridge – 16 stycznia 1994 (Skoki akrobatyczne) – 1. miejsce
33. Le Relais – 30 stycznia 1994 (Skoki akrobatyczne) – 1. miejsce
34. La Clusaz – 4 lutego 1994 (Skoki akrobatyczne) – 3. miejsce
35. Hundfjället – 9 lutego 1994 (Skoki akrobatyczne) – 1. miejsce

- W sumie 18 zwycięstw, 8 drugich i 9 trzecich miejsc.